# Buka (Schiff)
Die Buka war ein Stationsdampfer des Kaiserlichen Gouvernements von Deutsch-Neuguinea. 

## Geschichte
Die Buka wurde 1911 im Auftrag des Schutzgebietes Deutsch-Neuguinea in Hongkong bei Ulderup & Schlüter gebaut. Sie war eine Yacht für den Stationsdienst in den Salomon-Inseln. Das Schiff wurde nach der Insel Buka in den Salomonen benannt. 
Nach Ausbruch des Ersten Weltkrieges im August 1914 wurde die Buka bei der Annäherung eines australischen Kriegsschiffes vor Kieta, der deutschen Regierungsstation auf der Insel Bougainville, im November 1914 selbstversenkt.